# Línea 75 (Córdoba)
La Línea 75 es una línea de transporte urbano de pasajeros de la ciudad de Córdoba, Argentina. El servicio está actualmente operado por la empresa TAMSE.
Anteriormente el servicio de la línea 75 era denominada como E1 desde 2002 por la empresa Ciudad de Córdoba, hasta que el 1 de marzo de 2014, por la implementación del nuevo sistema de transporte público, el E1 se fusiona como 75 y operada por la misma empresa, hasta que el 31 de julio del mismo año, ciudad de Córdoba deja de prestar servicio a los corredores 2 y 7 y pasan a manos de Aucor, más tarde Aucor deja de existir y pasan a manos de ERSA Urbano en donde está operó hasta el 1 de marzo de 2024 cuando pasó a manos de TAMSE junto a los corredores 2 y 5, y parte del 7 actualmente.

## Recorrido
Desde B° Maldonado a B° Chateau Carreras.
 Servicio diurno.
IDA: De Predio Centro de la Memoria – Calle Pública – por ésta – Martin Cartechini – Manuel Querini – Blas Parera – Estanislao Leartes – Monteagudo – Obispo Castellanos – López y Planes – Carlos Pellegrini – Entre Ríos – Concordia – Agustín Garzón – Bv. Juan Domingo Perón – San Jerónimo – Bv. Chacabuco – Av. Maipú – Sarmiento – Humberto Primo – Nicolás Avellaneda – Av. Colón – Antonio Rosillos – José Suárez de Figueroa – Igualdad – Juncadillo – Juan Hauling – Nazca – Humberto Primo – Calandria – La Rioja hasta El Zorzal.
REGRESO: De La Rioja Y El Zorzal – por esta – La Tablada – Igualdad – Nazca – Juan Hauling – Av. Del Piamonte – Juncadillo – Igualdad – José Suárez de Figueroa – Antonio Rosillos – Av. Colón – Av. Emilio Olmos – Bv. Guzmán – Bv. Juan Domingo Perón – Agustín Garzón – Bernardo de Irigoyen – Argandoña –  Obispo Castellanos – Monteagudo – Estanislao Leartes – Blas Parera – Manuel Querini – Martín Cartechini hasta Predio Centro de la Memoria.